# Mopalia ferreirai
Mopalia ferreirai är en blötdjursart som beskrevs av Clark 1991. Mopalia ferreirai ingår i släktet Mopalia och familjen Mopaliidae. Inga underarter finns listade i Catalogue of Life.